# جایزه انجمن بازیگران فیلم برای بهترین بازیگر نقش مکمل زن
جایزه انجمن بازیگران فیلم برای بهترین بازیگر نقش مکمل زن هرساله توسط انجمن بازیگران فیلم به افتخار بهترین دستاوردهای بازیگری در فیلم، اعطا می‌شود.

## دهه ۱۹۹۰
- ۱۹۹۴ - دایان ویست
- ۱۹۹۵ - کیت وینسلت
- ۱۹۹۶ - لورن باکال
- ۱۹۹۷ - کیم بسینگر / گلوریا استوارت
- ۱۹۹۸ - کتی بیتس
- ۱۹۹۹ - آنجلینا جولی

## دهه ۲۰۰۰
- ۲۰۰۰ - جودی دنچ
- ۲۰۰۱ - هلن میرن
- ۲۰۰۲ - کاترین زیتا جونز
- ۲۰۰۳ - رنی زلوگر
- ۲۰۰۴ - کیت بلانشت
- ۲۰۰۵ - ریچل وایس
- ۲۰۰۶ - جنیفر هادسون
- ۲۰۰۷ - روبی دی
- ۲۰۰۸ - کیت وینسلت
- ۲۰۰۹ - مونیک

## دهه ۲۰۱۰
- ۲۰۱۰ - ملیسا لیو
- ۲۰۱۱ - اکتاویا اسپنسر
- ۲۰۱۲ - ان هتوی
- ۲۰۱۳ - لوپیتا نیونگو
- ۲۰۱۴ - پاتریشیا آرکت